# Lê Quang Hòa
Lê Quang Hòa (1914 - 1993) là nhà hoạt động cách mạng, một tướng lĩnh cấp cao, hàm Thượng tướng Quân đội nhân dân Việt Nam. Nguyên Thứ trưởng Bộ Quốc phòng kiêm Tổng Thanh tra quân đội, Uỷ viên Trung ương Đảng khoá IV. Huân chương Hồ Chí Minh.

## Tham gia cách mạng
Ông tên thật là Lê Thành Kim, sinh năm 1914, quê ở xã Xuân Dục, huyện Mỹ Hào (nay là thị xã Mỹ Hào), tỉnh Hưng Yên.
Năm 1938, ông bắt đầu tham gia hoạt động trong Đoàn Thanh niên Dân chủ Hà Nội.
Năm 1939, ông được kết nạp vào Đảng Cộng sản Đông Dương (nay là Đảng Cộng sản Việt Nam).
Tháng 12/1939, ông bị thực dân Pháp bắt, kết án 5 năm tù và đi đày ở nhà tù Sơn La. Tháng 3/1945, ông vượt ngục, trở về hoạt động tại Sơn Tây, là thành viên Ban cán sự tỉnh.
Trong Cách mạng tháng Tám, ông tham gia lãnh đạo, tổ chức giành chính quyền ở Sơn Tây.

## Tham gia quân đội
Từ tháng 11/1945 đến 1949, ông là Chính trị ủy viên Chiến khu 3, Bí thư Quân khu ủy, Ủy viên thường vụ Liên khu ủy Liên khu 3. Năm 1949, ông là Chính ủy, Bí thư Đảng ủy Mặt trận Trung Du. 
1950-1955, ông là Cục phó rồi Cục trưởng Cục Quân huấn, Bộ Tổng Tham mưu.
Từ năm 1955-1957, ông là Hiệu trưởng kiêm Chính ủy Trường Văn hóa Quân đội (thuộc Bộ Quốc phòng - Tổng tư lệnh).
1957-1960, Chính ủy kiêm Bí thư đảng ủy Trường Sĩ quan Lục quân.
1960-1963, Chính ủy Bộ Tư lệnh Pháo binh.
Từ 1963-1967, ông là Phó Chủ nhiệm Tổng cục Chính trị, Tổng biên tập Báo Quân đội nhân dân.
1967-1973, Chính ủy kiêm Bí thư Đảng ủy Quân khu 4.
Năm 1973, ông là Trưởng đoàn Quân sự miền Bắc trong Ban liên hợp quân sự bốn bên (Four- Party Joint Military Commission) tại trại Davis, hàm Thiếu tướng. Sau đó là Phó Chủ nhiệm Tổng cục Chính trị Quân đội nhân dân Việt Nam kiêm Bí thư Đảng ủy, Chính ủy đầu tiên của Quân đoàn 1.
Năm 1974 ông được thăng hàm Trung tướng.
Năm 1975, ông là Phái viên của Ban thường vụ Quân ủy Trung ương ở Huế; Phó Chính ủy - Ủy viên thường trực Quân ủy Quân giải phóng miền Nam Việt Nam, Phó Chính ủy Chiến dịch Hồ Chí Minh, trực tiếp tham gia lãnh đạo cánh quân hướng Đông.
Năm 1976, ông tiếp tục giữ chức vụ Phó Chủ nhiệm Tổng cục chính trị Quân đội nhân dân Việt Nam.
Năm 1977, ông là Chính ủy Quân khu 4.
Năm 1980, ông giữ chức Thứ trưởng Bộ Quốc phòng Việt Nam kiêm Tổng thanh tra Quân đội.
Năm 1986 ông được thăng hàm Thượng tướng.
Ông là Ủy viên Ban Chấp hành Trung ương Đảng Cộng sản Việt Nam khóa 4.
Ông mất ngày 15 tháng 12 năm 1993 tại Hà Nội và an táng tại Nghĩa trang Mai Dịch.

## Lịch sử thụ phong quân hàm
| Quân hàm |             |             |              |  |  |  |  |  |  |  |
| Cấp bậc  | Thiếu tướng | Trung tướng | Thượng tướng |  |  |  |  |  |  |  |
|          |             |             |              |  |  |  |  |  |  |  |

## Gia đình
Ông kết hôn năm 1946 với bà Nguyễn Thị Minh Nhã nguyên phó chủ tịch Hội Liên hiệp Phụ nữ Việt Nam và có 4 người con (3 trai, 1 gái). Con gái út là Đại tá Lê Minh Hằng, sinh năm 1961 – Trưởng phòng huyết học của Bệnh xá Tổng tham mưu cùng con rể là đại tá Phan Thanh Chương – Chủ nhiệm khoa A5 bệnh viện 108 và hai cháu trai ngoại.